# Liste des navires de la White Star Line

Emblème de la White Star Line

Plus de 90 navires à vapeur ont servi la White Star Line entre le tout premier vapeur de la compagnie, le Royal Standard en 1863, et son dernier paquebot, le Georgic mis en service en 1932. Ce sont en grande majorité des paquebots, auxquels s'ajoutent quelques cargos et navires mixtes, ainsi que plusieurs transbordeurs. Avec les années, la taille des paquebots et leur vitesse a évolué, au fil des innovations technologiques. De paquebots de taille modeste propulsés à la voile et la vapeur comme le premier Oceanic, la compagnie est finalement arrivée à posséder le plus gros paquebot du monde pendant plus de dix ans avec le Majestic.
Ces navires ont connu des destins divers : si la plupart ont été envoyés à la casse ou vendus après une carrière fructueuse, plusieurs ont connu des naufrages accidentels, comme l'Atlantic, le Republic et surtout le Titanic. Les deux guerres mondiales ont également perçu leur tribut dans la flotte de la White Star Line avec plusieurs torpillages et bombardements.
La grande majorité des paquebots de la compagnie portent des noms terminés en -ic, tradition destinée à les rendre plus reconnaissables. Cependant, notamment au début des années 1920, il est arrivé que des navires de compagnies sœurs au sein de l'International Mercantile Marine Co. soient prêtés quelques mois à la White Star sans être renommés. Par ailleurs, la tradition a conduit la compagnie à faire porter à plusieurs navires le même nom : on compte ainsi plusieurs Oceanic, Belgic, Britannic…

## LeXIXesiècle, entre archaïsmes et modernité

### Premier essai de la vapeur (années 1860)
À l'origine, la White Star Line est une compagnie de clippers principalement destinés à l'Australie. C'est en 1863 que ses propriétaires décident d'adjoindre à leur flotte un premier navire à vapeur, le Royal Standard. De taille très modeste, il offre pourtant un bon confort pour son époque, et peut transporter un peu plus de 800 passagers, principalement d'entrepont. Affecté à la ligne de l'Australie, il voit son début de carrière marqué par une collision avec un iceberg, qui ne nécessite que quelques réparations. Il poursuit sa carrière tandis que la situation économique de la compagnie se dégrade. Dès 1866, le navire, peu rentable, change plusieurs fois d'affectation, avant d'être vendu l'année suivante, avec la plus grande partie des biens de la compagnie. Seuls le nom et l'emblème sont rachetés par Thomas Henry Ismay, perpétuant la compagnie.
| Nom            | Type     | Dimensions               | Carrière                                                 |
| -------------- | -------- | ------------------------ | -------------------------------------------------------- |
| Royal Standard | Paquebot | 68,5 m x 12 m, 2 033 tjb | Mis en service en 1863, vendu en 1866 et échoué en 1869. |

### Débuts de la flotte de paquebots (années 1870)

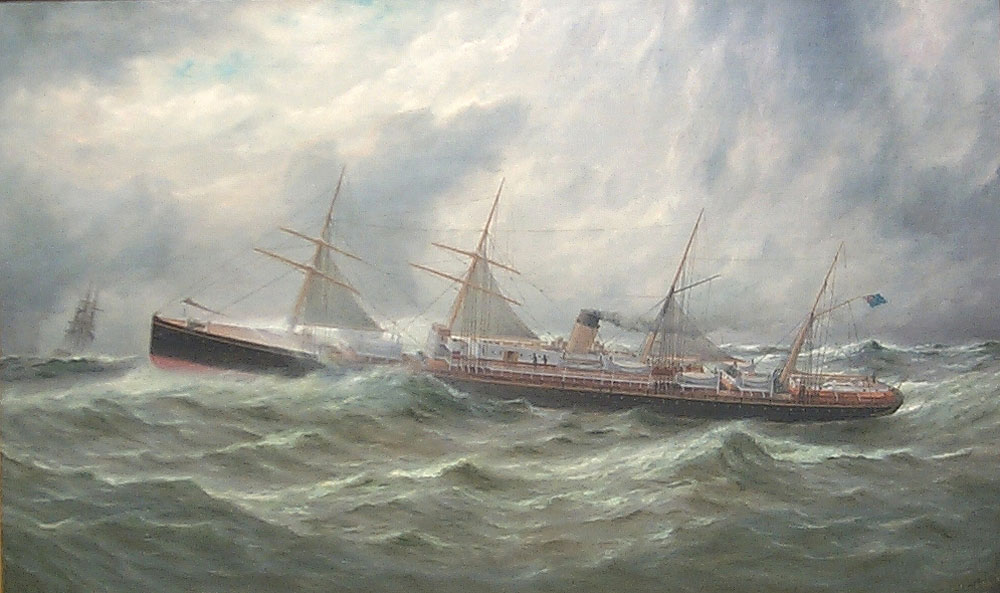
L'Adriatic est un des grands paquebots mis en service par la White Star Line dans ses premières années.

Aussitôt la marque rachetée, Ismay fait lancer dans les chantiers Harland & Wolff de Belfast (qui ont aidé à la mise en place de la société) la construction des navires de classe Oceanic. Ces quatre, puis six navires, forts de 3 700 tonneaux, marquent un fort progrès : ils sont particulièrement luxueux pour leurs passagers de première classe, et rencontrent un vif succès à leur mise en service, échelonnée entre 1871 et 1872. Ce sont tout d'abord l'Oceanic, l'Atlantic, le Baltic, et le Republic, auxquels s'ajoutent très vite l'Adriatic et le Celtic. Ces six navires contribuent à donner à la compagnie naissante une bonne réputation, en particulier du point de vue du confort. Cependant, c'est également l'un d'eux qui connaît le premier désastre de l'entreprise, avec le naufrage de l'Atlantic en avril 1873, qui garde pendant trente ans le record du naufrage le plus meurtrier.
Aux côtés de ces six navires assurant la vitrine de la compagnie sur la ligne de l'Atlantique Nord, la White Star met en service deux paquebots mixtes en 1872, le Tropic et l'Asiatic, qui servent d'abord sur la ligne de Calcutta via Suez, avant d'être envoyés peu après sur la ligne de l'Amérique du Sud. Les deux tentatives se révèlent infructueuses. Le naufrage de l'Atlantic scelle le sort des deux navires qui sont revendus dès 1873. À la même époque, la compagnie, toujours en phase de mise en place, met en service un petit transbordeur en bois dans le port de Liverpool, le Traffic (premier du nom), qui y sert pendant près de vingt ans sous son pavillon. Des paquebots-mixtes sont également affectés à la ligne, le Gaelic et le Belgic, en 1873, mais la quittent dès 1875 aux côtés de l'Oceanic, étant jugés inutiles. Ils servent ensuite sur la ligne du Pacifique quelque temps, avant d'être vendus au début des années 1880.
Le milieu des années 1870 voit une première tentative de modernisation de la flotte, avec le Britannic (1874) et le Germanic (1875), qui affichent une grande modernité et remportent tous deux le Ruban bleu. Particulièrement appréciés et rentables, les deux navires sont exploités par la compagnie jusqu'en 1903, près de trente ans. Ce sont les derniers navires construits pour la compagnie durant cette décennie ; ce sont également ses derniers navires à coques en fer, bien vite surpassées par l'acier.
| Nom       | Type           | Dimensions                  | Carrière |
| --------- | -------------- | --------------------------- | --- |
| Oceanic   | Paquebot       | 128,1 m x 12,4 m, 3 707 tjb | Mis en service en 1871, envoyé en 1875 sur la ligne du Pacifique, puis démoli en 1896.                                    |
| Atlantic  | Paquebot       | 128,1 m x 12,4 m, 3 707 tjb | Mis en service en 1873, coule au large de la Nouvelle-Écosse le 1er avril 1873 (535 victimes).                            |
| Baltic    | Paquebot       | 128,1 m x 12,4 m, 3 707 tjb | Mis en service en 1871, vendu en 1888 et renommé Veendam. Naufrage en 1898.                                               |
| Asiatic   | Paquebot-mixte | 99,4 m x 10,7 m, 2 122 tjb  | Mis en service en 1871, vendu en 1873 et renommé Ambriz. Échoué puis démoli en 1903.                                      |
| Republic  | Paquebot       | 128,1 m x 12,4 m, 3 707 tjb | Mis en service en 1872 puis revendu en 1889. Renommé successivement Maasdam, Vittoria et Citta di Napoli. Démoli en 1910. |
| Tropic    | Paquebot-mixte | 99,4 m x 10,7 m, 2 093 tjb  | Mis en service en 1872, vendu en 1873 et renommé Frederico, démoli en 1894.                                               |
| Adriatic  | Paquebot       | 138,1 m x 12,5 m, 3 888 tjb | Mis en service en 1872 et retiré en 1899.                                                                                 |
| Celtic    | Paquebot       | 133,3 m x 12,5 m, 3 867 tjb | Mis en service en 1872, vendu en 1893 et renommé Amerika. Démoli en 1897.                                                 |
| Gaelic    | Paquebot-mixte | 110 m x 11 m, 2 658 tjb     | Mis en service en 1873, vendu en 1883 et renommé Hugo. Échoué en 1896.                                                    |
| Belgic    | Paquebot-mixte | 112 m x 11 m, 2 652 tjb     | Mis en service en 1873, vendu en 1883 et renommé Goefredo. Coulé en 1884.                                                 |
| Traffic   | Transbordeur   | 30,7 m x 7,1 m, 155 tjb     | Mis en service à Liverpool en 1873, vendu en 1896, démoli en 1955.                                                        |
| Britannic | Paquebot       | 142,6 m x 13,7 m, 5 004 tjb | Mis en service en 1874, démoli en 1903.                                                                                   |
| Germanic  | Paquebot       | 142,6 m x 13,7 m, 5 008 tjb | Mis en service en 1875, vendu en 1904. Successivement renommé Ottawa, Gul Djemal et Gulcemal.                             |

### Diversification de l'activité (années 1880)

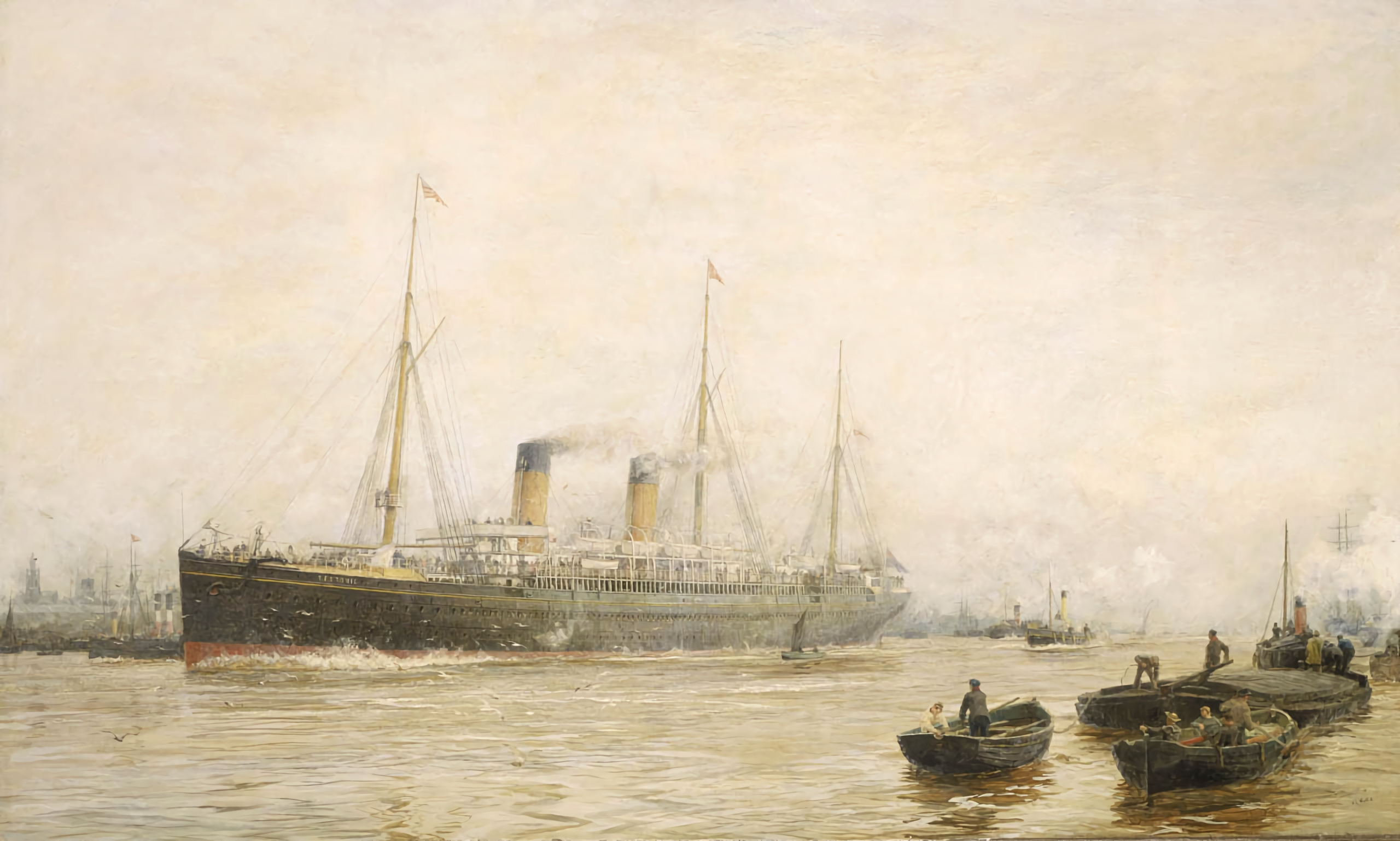
Mis en service en 1889, le Teutonic est le seul grand paquebot mis en service par la compagnie durant la décennie.

En 1881, la White Star Line met en service ses deux premiers navires à coque d'acier, l'Arabic et le Coptic. Tous deux sont conçus comme des cargos et destinés à être utilisés en service conjoint avec une autre compagnie ; cependant, leur carrière entraîne des changements de plans, et s'ils continuent à servir plusieurs compagnies en même temps, et sur des routes différentes (Pacifique, Atlantique Nord), ils transportent également des passagers. Désireuse d'explorer d'autres lignes, la compagnie met également en service, en 1883, deux paquebots destinés à desservir la Nouvelle-Zélande : le Ionic et le Doric. Ces paquebots-mixtes conçus pour transporter en majorité des marchandises auxquelles s'ajoutent quelques dizaines de passagers de première classe, sont exploités conjointement par la White Star et la Shaw, Savill & Albion Line, afin de réduire les risques de pertes dans cette ouverture de ligne.
En 1885, la White Star Line met en service sur la ligne du Pacifique deux paquebots-mixtes similaires au Ionic, le Belgic et le Gaelic, qui remplacent les deux navires ayant porté ce nom la décennie suivante. Ils assurent cette ligne jusqu'à la fin du siècle en étant affrétés par l'Occidental & Oriental Steamship Company, associée de la White Star dans ce secteur. Toujours dans le secteur du transport de biens, la compagnie met en service le Cufic et le Runic, en 1888 et 1889, pour assurer le transport de bétail à travers l'Atlantique. Ces navires servent jusqu'à la fin des années 1890, puis sont revendus. Renommé Imo, le Runic est l'un des acteurs de l'explosion de Halifax en 1917.
La décennie des années 1880 est donc, pour la White Star Line, une décennie de diversification tandis que des navires déjà éprouvés comme ceux de la classe Oceanic, le Britannic et le Germanic assurent sans aucun remplacement le service des passagers sur l'Atlantique Nord. La fin de ces dix années est pourtant le moment que choisit la compagnie pour mettre en service un nouveau navire, particulièrement emblématique. Avec le Teutonic, elle lance son premier navire capable de concurrencer, sur le plan de la vitesse, ses rivaux directs avec une vitesse de plus de 19 nœuds. Autre nouveauté, le paquebot est conçu pour servir de croiseur auxiliaire en cas de conflit. Le navire est également le dernier paquebot de la White Star à détenir le Ruban bleu, en 1891. Avec lui s'amorce une nouvelle époque, où, plus que la vitesse, c'est le luxe qui est recherché par la compagnie.
| Nom      | Type                   | Dimensions                  | Carrière |
| -------- | ---------------------- | --------------------------- | --- |
| Arabic   | Paquebot-mixte         | 131,1 m x 12,8 m, 4 368 tjb | Mis en service en 1881, vendu en 1890 et renommé Spaarndam. Démoli en 1901.                                                                     |
| Coptic   | Paquebot-mixte         | 131,1 m x 12,8 m, 4 367 tjb | Mis en service en 1881, vendu en 1906. Renommé Persia puis Persia Maru et démoli en 1925.                                                       |
| Ionic    | Paquebot-mixte         | 134 m x 13,4 m, 4 753 tjb   | Mis en service en 1883 et vendu en 1900. Renommé Sophocles et démoli en 1908.                                                                   |
| Doric    | Paquebot-mixte         | 134,1 m x 13,5 m, 4 784 tjb | Mis en service en 1883 et vendu en 1906. Renommé Asia et échoué en 1911.                                                                        |
| Belgic   | Paquebot-mixte         | 128,1 m x 12,9 m, 4 212 tjb | Mis en service en 1885 et vendu en 1899. Renommé Mohawk et démoli en 1902.                                                                      |
| Gaelic   | Paquebot-mixte         | 128,1 m x 12,9 m, 4 206 tjb | Mis en service en 1885 et vendu en 1905. Renommé Callao et démoli en 1907.                                                                      |
| Cufic    | Transporteur de bétail | 131,2 m x 13,7 m, 4 639 tjb | Mis en service en 1888. Prêté de 1896 à 1898 sous le nom de Nuestra Señora de Guadalupe, puis vendu en 1901. Renommé Manxman, et coulé en 1919. |
| Runic    | Transporteur de bétail | 131,2 m x 13,7 m, 4 833 tjb | Mis en service en 1889 et vendu en 1895. Renommé Tampican puis Imo et démoli lors de l'explosion de Halifax.                                    |
| Teutonic | Paquebot               | 177,7 m x 17,6 m, 9 984 tjb | Mis en service en 1889 et démoli en 1921. |

### Nouvelles lignes, nouveaux débouchés (années 1890)
Un jumeau du Teutonic est mis en service dès 1890, le Majestic. Avec ces deux navires, la White Star Line peut se débarrasser de paquebots vieillissants, le Baltic et le Republic. Quant aux deux nouveaux paquebots, ils entament une carrière qui dure jusqu'à la Première Guerre mondiale. Pour s'adapter à ces nouveaux navires, la compagnie met en service en 1891 le Magnetic, petit transbordeur chargé d'embarquer les passagers dans le port de Liverpool. Il se voit adjoindre en 1894 le Pontic, chargé de remplacer le Traffic pour le transport des bagages.

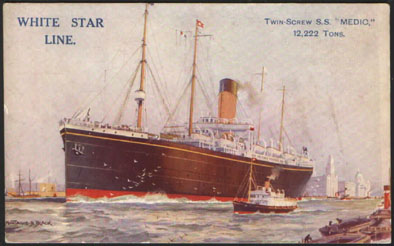
Le Medic, un des navires de classe Jubilee mis en service en 1899 à destination de l'Australie.

Ce qui marque cependant l'activité de la compagnie en ce début de décennie, c'est le transport de bétail, qui s'amplifie. Après le Cufic et le Runic, la White Star met en service en 1891 le Nomadic et le Tauric, légèrement plus grands, qui servent une dizaine d'années. L'année suivante, ils sont rejoints par le Naronic et le Bovic, la taille continuant à s'accroître. Le Naronic ne sert pas la compagnie bien longtemps, cependant, puisqu'il disparaît sans laisser de traces en plein Atlantique Nord dès 1893, sans que les causes de son naufrage ne soient connues. Dès 1894, il est remplacé par le Cevic, nettement plus volumineux, et que la compagnie exploite pendant vingt ans, puis dès l'année suivante, le Georgic, dernier transporteur de bétail de la compagnie est plus gros cargo de l'époque, complète le service.
En 1893, la White Star complète son service néo-zélandais conjoint à la Shaw, Savill & Albion Line avec le Gothic, paquebot-mixte qui rejoint ainsi les Coptic, Doric et Ionic qui y sont alors affectés. Sa carrière est troublée, en 1906, par un incendie qui ravage une part importante du navire, qui est refondu et prêté à la Red Star Line. S'ajoute en 1897 le Delphic, construit pour transporter des immigrants en masse.
Un autre service est créé, en 1899, avec la classe Jubilee, un trio de paquebot-mixtes que sont l'Afric, le Medic et le Persic, qui desservent avec grand succès l'Afrique du Sud et l'Australie. L'année précédente a été mis en service le Cymric. Conçu comme un navire de transport de bétail, il est finalement affecté à la ligne transatlantique, en accordant beaucoup de place à la troisième classe. Il sert de paquebot d'appoint, notamment sur la ligne expérimentale de Boston, jusqu'à la Première Guerre mondiale.
Cependant, le coup d'éclat est réalisé par la compagnie en 1899, peu avant la mort de Thomas Henry Ismay, avec le lancement de l'Oceanic, premier paquebot à dépasser, en taille, le record du Great Eastern. Rapide et vaste, il est également très luxueux et acquiert vite une grande réputation qui dure jusqu'à son naufrage, en 1914.
| Nom      | Type                   | Dimensions                   | Carrière |
| -------- | ---------------------- | ---------------------------- | --- |
| Majestic | Paquebot               | 177,8 m x 17,6 m, 9 965 tjb  | Mis en service en 1890 et démoli en 1914.                                                                                               |
| Nomadic  | Transporteur de bétail | 140,5 m x 15 m, 5 749 tjb    | Mis en service en 1891, vendu en 1903. Renommé Cornishman et démoli en 1926.                                                            |
| Tauric   | Transporteur de bétail | 140,5 m x 15 m, 5 728 tjb    | Mis en service en 1891, vendu en 1903. Renommé Welshman et démoli en 1929.                                                              |
| Magnetic | Transbordeur           | 52 m x 9,8 m, 619 tjb        | Mis en service en 1891 dans le port de Liverpool. Vendu en 19332 et renommé Ryde puis démoli en 1935.                                   |
| Naronic  | Transporteur de bétail | 143,3 m x 16,1 m, 6 594 tjb  | Mis en service en 1892, disparu en mer en 1893.                                                                                         |
| Bovic    | Transporteur de bétail | 143,3 m x 16,1 m, 6 583 tjb  | Mis en service en 1892, vendu en 1922. Renommé Colonian et démoli en 1928.                                                              |
| Gothic   | Paquebot mixte         | 149,3 m x 16,2 m, 7 755 tjb  | Mis en service en 1893, prêté en tant que Gothland de 1906 à 1911, échoué en 1926.                                                      |
| Cevic    | Transporteur de bétail | 159,4 m x 18,3 m, 8 301 tjb  | Mis en service en 1894, cédé en 1914 à la Royal Navy. Déguisé en HMS Queen Mary, puis renommé Bayol, Bayleaf et Pyrula. Démoli en 1933. |
| Pontic   | Transbordeur           | 45,9 m x 7,95 m, 395 tjb     | Mis en service en 1894, vendu en 1919 et démoli en 1930.                                                                                |
| Georgic  | Transporteur de bétail | 170,3 m x 18,4 m, 10 077 tjb | Mis en service en 1895 et coulé en 1916 par le SMS Möwe.                                                                                |
| Delphic  | Paquebot mixte         | 144,8 m x 16,9 m, 8 273 tjb  | Mis en service en 1897, torpillé en 1917.                                                                                               |
| Cymric   | Paquebot               | 178,3 m x 19,5 m, 13 096 tjb | Mis en service en 1898, torpillé en 1916.                                                                                               |
| Afric    | Paquebot mixte         | 167,7 m x 19,7 m, 11 948 tjb | Mis en service en 1899, torpillé en 1917.                                                                                               |
| Medic    | Paquebot mixte         | 167,7 m x 19,3 m, 11 985 tjb | Mis en service en 1899, vendu en 1928. Renommé Hektoria et torpillé en 1942.                                                            |
| Oceanic  | Paquebot               | 214,6 m x 20,8 m, 17 272 tjb | Mis en service en 1899, échoué et coulé en 1914.                                                                                        |
| Persic   | Paquebot mixte         | 167,7 m x 19,7 m, 11 973 tjb | Mis en service en 1899 et démoli en 1927.                                                                                               |

## Technologie et crise: leXXesiècle

### Modernisation de la flotte et expérimentations (années 1900)

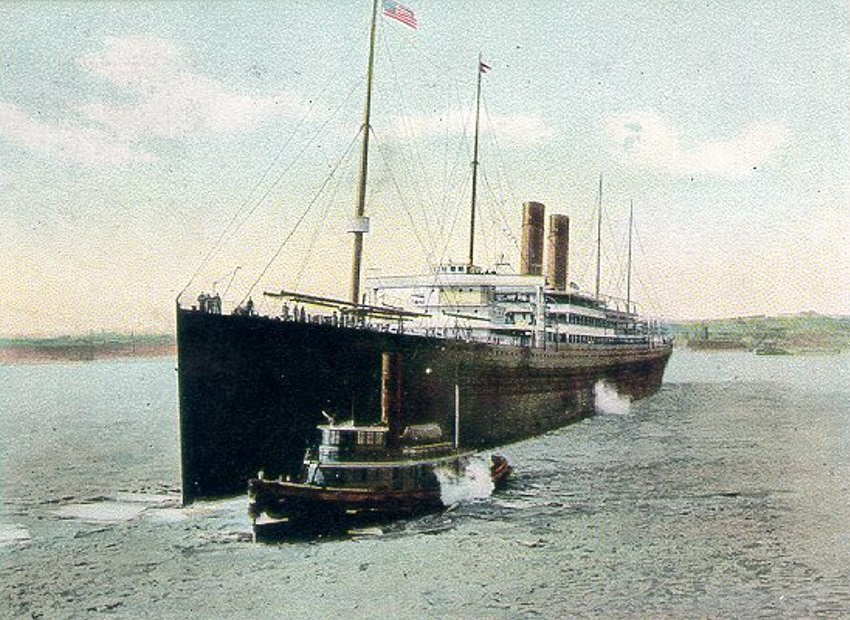
La décennie 1900 est marquée par l'avènement des Big Four, dont le Celtic.

Le début de la décennie est avant tout marqué par l'achèvement de la classe Jubilee. Les trois premiers navires s'étant révélés particulièrement profitables, deux nouveaux paquebots-mixtes sont construits, aux dimensions proches, le Runic et le Suevic. Ce dernier est marqué par un événement peu commun, en 1907. S'échouant sur des rochers près des côtes anglaises, sa partie avant sérieusement endommagée, il doit être découpé à la dynamite. Les deux tiers arrières sont ainsi dégagés et rapatriés dans un port, tandis que les chantiers Harland & Wolff construisent un nouveau tiers avant sur mesure. Les deux morceaux sont ensuite rattachés, et le navire reprend du service pour plus de trente ans.
La même année débute un projet emblématique de la compagnie, avec la mise en service du Celtic, premier des Big Four. Suivent le Cedric (1903), le Baltic (1904) et l'Adriatic (1907). De grande taille (ils dépassent pour la toute première fois la barre symbolique des 20 000 tonneaux), ils sont particulièrement appréciés et servent sur la ligne de Liverpool à New York jusqu'aux années 1930 (à l'exception du premier, qui s'échoue en 1928). L'Adriatic inaugure cependant la ligne de Southampton à New York via Cherbourg, ce qui pousse la compagnie à acquérir un transbordeur, le Gallic, à titre provisoire, jusqu'en 1911.
En 1902 - 1903, le service conjoint avec la Shaw, Savill & Albion Line à destination de la Nouvelle-Zélande est rafraîchi avec l'Athenic, le Corinthic et l'Ionic, bien plus axés sur le transport de passagers que par le passé. Leurs vastes cales réfrigérées révolutionnent également le trafic sur cette ligne.

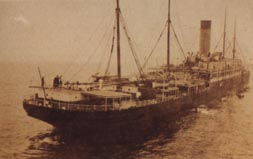
Le naufrage du Republic, en 1909, impressionne les esprits en démontrant l'utilité de la T.S.F.

C'est également en 1902 que la White Star Line intègre l'International Mercantile Marine Co.. Dans la mesure où elle est la compagnie la plus prestigieuse, son entrée entraîne un nouveau partage des lignes en sa faveur, et plusieurs navires lui sont attribués. C'est ainsi qu'elle affrète provisoirement les cargos Victorian et Armenian de la Leyland Line, de 1903 à 1910. De même, elle récupère en 1903 l'Arabic, initialement destiné à l'Atlantic Transport Line. De la même façon, en 1904, les paquebots-mixtes American et European de la Leyland deviennent le Cufic et le Tropic.
La plus grande source de navire à cette époque est la Dominion Line, qui cède en 1903 le Romanic, le Cretic, le Republic et le Canopic. Les quatre navires sont affectés à une ligne particulièrement florissante pour la troisième classe, entre les ports Méditerranéens et les États-Unis. Ce service est troublé, en 1909, par le naufrage du Republic, heurté violemment par un autre paquebot. Ce naufrage a un fort impact sur le public, le navire mettant près de 40 heures à couler malgré de lourds dégâts, et tous les passagers étant sauvés grâce à l'intervention de la télégraphie sans fil.
En 1909, enfin, deux nouveaux navires (dont la construction avait commencé pour la Dominion Line) sont mis en service sur la ligne du Canada, le Laurentic et le Megantic. Ils se distinguent par leur propulsion : les chantiers Harland & Wolff, désireux de tester le système le plus adapté pour leurs paquebots de classe Olympic, ont en effet pourvu le Megantic des classiques machines à triple expansion, et le Laurentic d'une propulsion mixte avec de telles machines et une turbine, pour déterminer le plus rentable, qui se révèle être le second.
| Nom       | Type                         | Dimensions                   | Carrière |
| --------- | ---------------------------- | ---------------------------- | --- |
| Runic     | Paquebot-mixte               | 172,2 m x 19,3 m, 12 482 tjb | Mis en service en 1901, vendu en 1930. Renommé New Sevilla et torpillé en 1940.                                                                      |
| Suevic    | Paquebot-mixte               | 172,2 m x 19,3 m, 12 531 tjb | Mis en service en 1901 et vendu en 1928. Renommé Skytteren et sabordé en 1942.                                                                       |
| Celtic    | Paquebot                     | 213,8 m x 22,9 m, 21 035 tjb | Mis en service en 1901, échoué en 1928. |
| Athenic   | Paquebot-mixte               | 152,5 m x 19,2 m, 12 345 tjb | Mis en service en 1902, et vendu en 1928. Renommé Pelagos, il est démoli en 1962.                                                                    |
| Corinthic | Paquebot-mixte               | 152,5 m x 19,2 m, 12 367 tjb | Mis en service en 1902, démoli en 1931. |
| Ionic     | Paquebot-mixte               | 152,5 m x 19,2 m, 12 352 tjb | Mis en service en 1903, démoli en 1936 |
| Cedric    | Paquebot                     | 213,4 m x 22,3 m, 21 073 tjb | Mis en service en 1903, démoli en 1932. |
| Victorian | Transporteur de bétail Cargo | 156,2 m x 18 m, 8 825 tjb    | Cargo de la Leyland Line mis en service en 1895. Affrété par la White Star de 1903 à 1910. Renommé Russian et torpillé en 1916.                      |
| Armenian  | Transporteur de bétail Cargo | 156,2 m x 18 m, 8 825 tjb    | Cargo de la Leyland Line mis en service en 1895. Affrété par la White Star de 1903 à 1910. Torpillé en 1915.                                         |
| Arabic    | Paquebot                     | 183 m x 19 m, 15 801 tjb     | Mis en service en 1903, torpillé en 1915. |
| Romanic   | Paquebot                     | 172,5 m x 18,1 m, 11 394 tjb | Anciennement New England (construit en 1898), racheté par la White Star en 1903. Vendu en 1912 et renommé Scandinavian. Démoli en 1923.              |
| Cretic    | Paquebot                     | 177,4 m x 18,4 m, 13 507 tjb | Anciennement Hanoverian puis Mayflower (mis en service en 1902), racheté par la White Star en 1903. Vendu en 1923, renommé Devonian, démoli en 1928. |
| Republic  | Paquebot                     | 173,7 m x 20,7 m, 15 400 tjb | Construit en 1903 comme Columbus et racheté peu après par la White Star Line. Naufrage en 1909.                                                      |
| Canopic   | Paquebot                     | 176,2 m x 18,1 m, 12 097 tjb | Anciennement Commonwealth (construit en 1900), acquis en 1903. En service de 1904 à 1925.                                                            |
| Cufic     | Paquebot-mixte               | 145 m x 16,8 m, 8 249 tjb    | Anciennement American (construit en 1895), acquis en 1904. Vendu en 1923, renommé Antiartico, puis Maria Gulia et démoli en 1932.                    |
| Tropic    | Paquebot-mixte               | 145 m x 16,8 m, 8 262 tjb    | Anciennement European (construit en 1897), acquis en 1904. Vendu en 1923, renommé Artico puis Transylvania et démoli en 1933.                        |
| Baltic    | Paquebot                     | 228 m x 23 m, 23 876 tjb     | Mis en service en 1903 et démoli en 1933. |
| Gallic    | Transbordeur                 | 40,7 m x 28,2 m, 461 tjb     | Anciennement Birckenhead (construit en 1897), acquis en 1907. Utilisé dans la rade de Cherbourg jusqu'en 1911, puis à Liverpool. Démoli en 1913.     |
| Adriatic  | Paquebot                     | 228 m x 23 m, 24 541 tjb     | Mis en service en 1907 et démoli en 1935. |
| Laurentic | Paquebot                     | 172 m x 20,5 m, 14 892 tjb   | Mis en service en 1909, heurte une mine et coule en 1917.                                                                                            |
| Megantic  | Paquebot                     | 167,8 m x 20,5 m, 14 878 tjb | Mis en service en 1909, démoli en 1933. |

### Construction de géants et Première Guerre mondiale (années 1910)

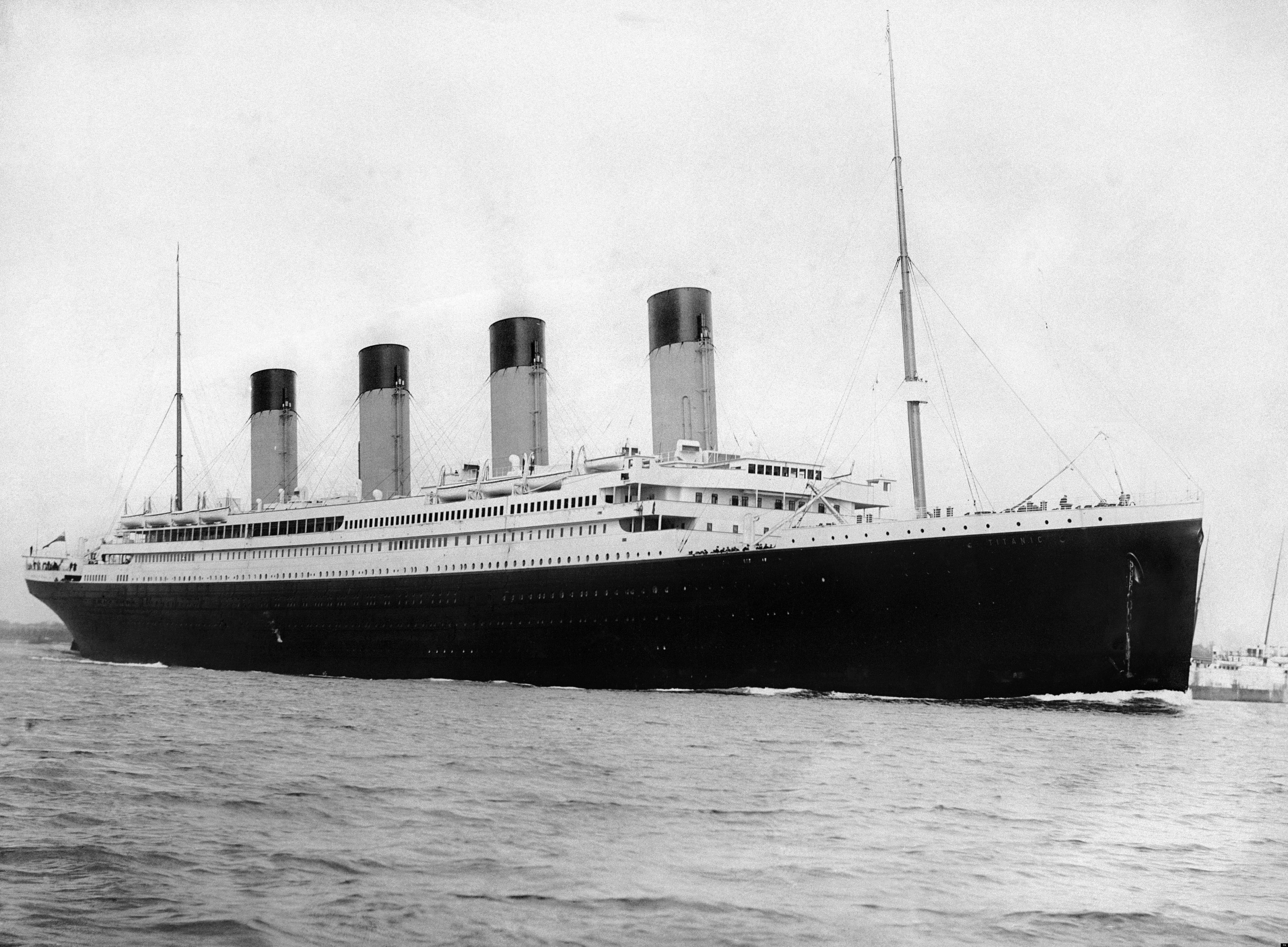
Le naufrage du Titanic marque profondément la White Star Line dans les années 1910.

Les années 1910 sont marquées par un grand projet de la White Star Line, la construction des paquebots de classe Olympic. Ces navires sont alors les plus gros du monde, avec plus de 45 000 tonneaux. Le premier, l'Olympic, commence une carrière prometteuse en 1911. Afin d'aider leurs escales à Cherbourg, la compagnie remplace son Gallic par le Nomadic et le Traffic, qui servent de nombreuses années de transbordeurs dans ce port. Le deuxième paquebot de la série, le Titanic, est mis en service en avril 1912. Il sombre lors de son voyage inaugural, faisant plus de 1 500 victimes, ce qui entraîne des améliorations de la sécurité des navires de la compagnie.
Les prêts entre compagnie sont également toujours en vigueur. En 1910, pour remplacer le Republic, la Red Star Line prête le Zealand. De la même manière, la compagnie prête le Samland, renommé Belgic, de 1911 à 1913, pour aider sur la ligne de l'Australie. Ce dernier est vite rendu à ses propriétaires d'origines quand entre en service le Ceramic, afin de rester compétitif face aux rivaux. Un autre navire est construit pour aider au trafic dans cette région, le Zealandic, à destination de la Nouvelle-Zélande.

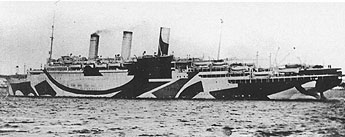
La compagnie doit exploiter plusieurs navires dans le cadre de la Première Guerre mondiale, comme le Justicia, torpillé en 1918.

La Première Guerre mondiale déclenche un certain nombre de changements. Lorsque l'Allemagne envahit la Belgique, deux navires de la Red Star Line sont transférés à la White Star, le Vaderland et le Lapland. Si le premier sombre durant le conflit, le second est brièvement utilisé par la White Star pour remettre en marche son service transatlantique au début des années 1920. De la même manière, la compagnie récupère en 1917 un paquebot en construction pour la Red Star, qu'elle utilise comme cargo dans le cadre des opérations de guerre sous le nom de Belgic. Terminé après-guerre, il devient le Belgenland à sa mise en service réelle, en 1923. De la même manière, la White Star hérite en 1917 du Justicia en cours de construction, afin de l'utiliser comme transport de troupes. Le navire est torpillé l'année suivante. Le conflit coûte plusieurs navires à la compagnie, entre autres le Cymric, l'Afric et le Laurentic. La plus grosse perte du conflit est cependant le troisième paquebot de classe Olympic, le Britannic, qui devait être mis en service en 1915. Utilisé comme navire-hôpital en Méditerranée, il fait naufrage en novembre 1916.
Peu avant la fin du conflit, la compagnie obtient un nouveau navire, le Vedic, d'abord utilisé comme transport de troupes. Le navire est ensuite utilisé pour le transport d'immigrants dans les années 1920. En 1919, la compagnie récupère également le War Priam, paquebot construit dans l'urgence pour les besoins du conflit, qui devient le Bardic et la sert jusqu'en 1925.
| Nom       | Type         | Dimensions                   | Carrière |
| --------- | ------------ | ---------------------------- | --- |
| Zeeland   | Paquebot     | 170,9 m x 18,3 m, 11 905 tjb | Paquebot de la Red Star Line (construit en 1901) Prêté à la White Star de 1910 à 1911. Renommé Minnesota et démoli en 1929.                                       |
| Nomadic   | Transbordeur | 71,2 m x 11,3 m, 1 273 tjb   | Mis en service à Cherbourg en 1911, vendu en 1927. Renommé Ingénieur Minard, retiré du service en 1968. En cours de restauration à Belfast sous son nom original. |
| Traffic   | Transbordeur | 53,3 m x 10,3 m, 675 tjb     | Mis en service à Cherbourg en 1911, vendu en 1927. Renommé Ingénieur Riebell et torpillé en 1941.                                                                 |
| Olympic   | Paquebot     | 269 m x 28,5 m, 45 324 tjb   | Mis en service en 1911, démoli en 1935. |
| Belgic    | Paquebot     | 155,4 m x 17,7 m, 10 151 tjb | Paquebot de la Red Star Line (Samland) prêté de 1911 à 1913. |
| Zealandic | Paquebot     | 145,5 m x 19,2 m, 8 090 tjb  | Mis en service en 1911, vendu en 1926. Renommé Mamilius, puis Mamari III. Torpillé en 1941.                                                                       |
| Titanic   | Paquebot     | 269 m x 28,5 m, 46 328 tjb   | Naufrage lors de son voyage inaugural en 1912. (±1500 victimes)                                                                                                   |
| Ceramic   | Paquebot     | 199,6 m x 21,2 m, 18 495 tjb | Mis en service en 1913, transféré à la Shaw, Savill & Albion Line en 1934. Torpillé en 1942.                                                                      |
| Lapland   | Paquebot     | 184,6 m x 21,4 m, 17 540 tjb | Paquebot de la Red Star Line (1909) prêté de 1914 à 1920. Démoli en 1933.                                                                                         |
| Vaderland | Paquebot     | 170,9 m x 18,3 m, 11 899 tjb | Paquebot de la Red Star Line (1900) prêté en 1914. Renommé Southland en 1915 et torpillé en 1917.                                                                 |
| Britannic | Paquebot     | 275,6 m x 28,6 m, 48 158 tjb | Utilisé comme navire-hôpital à partir de 1915. Coule en 1916. |
| Belgic    | Paquebot     | 212 m x 23,9 m, 27 132 tjb   | Utilisé uniquement comme cargo de 1917 à 1921. Cédé à la Red Star Line et renommé Belgenland puis Columbia. Démoli en 1936.                                       |
| Justicia  | Paquebot     | 237 m x 27 m, 32 234 tjb     | Utilisé comme transport de troupes et torpillé en 1918. |
| Vedic     | Paquebot     | 140,4 m x 17,8 m, 9 332 tjb  | Mis en service en 1919 (but militaire) puis 1920 (but civil). Démoli en 1934.                                                                                     |
| Bardic    | Cargo        | 141,7 m x 17,7 m, 8 010 tjb  | Mis en service en 1919, vendu en 1925. Renommé Hostilious, Horatius, Kumara puis Marathon. Coulé en 1941.                                                         |

### Réparations et hésitations (années 1920)

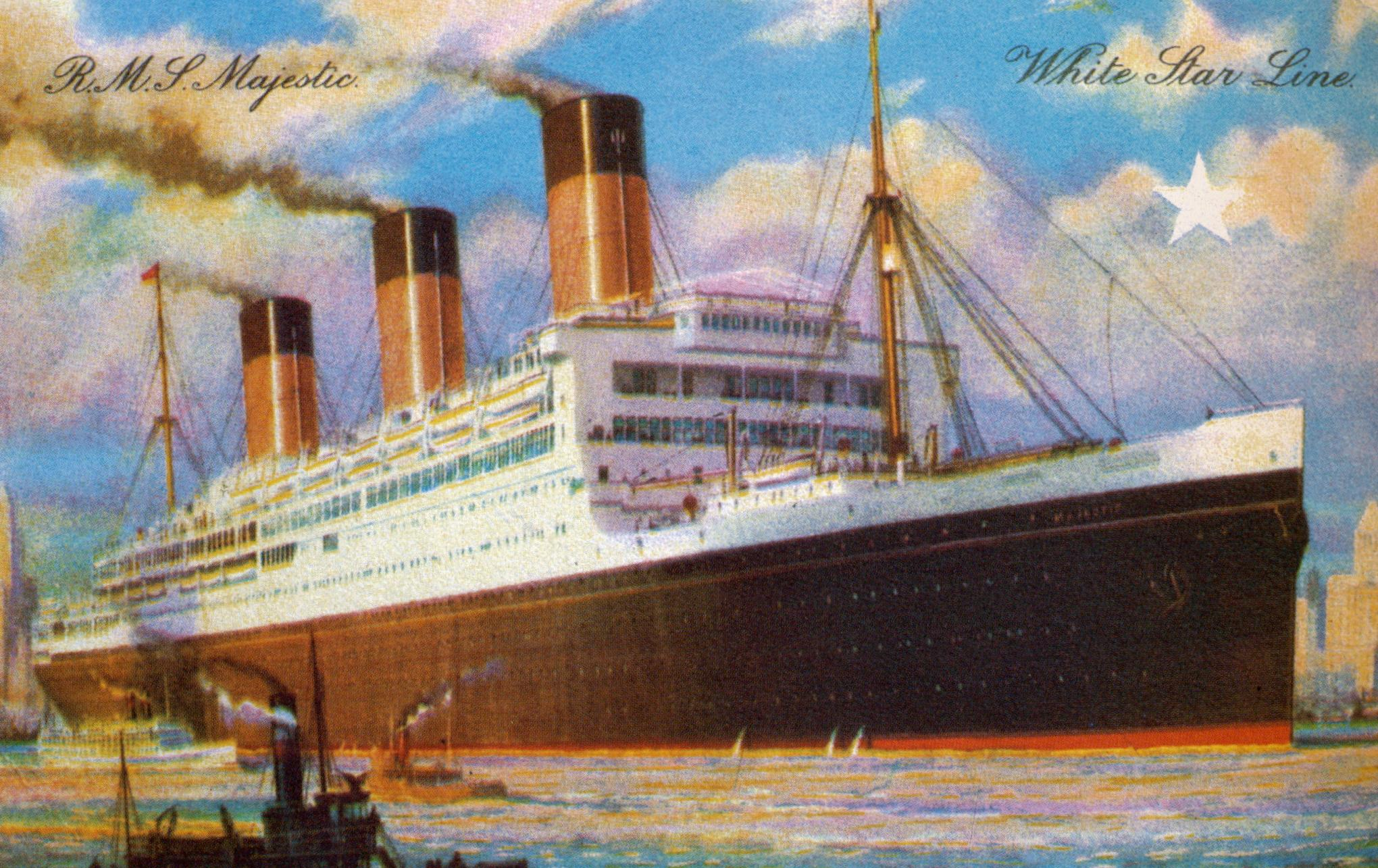
Construit en Allemagne, le Majestic est le navire-amiral de la compagnie à partir de 1922.

Le début des années 1920 est le temps de la reconstruction. Après le Bardic, un nouveau cargo de la série des War rejoint la compagnie sous le nom de Gallic en janvier 1920 (ou août 1919 selon les sources). Un troisième navire de la série, le War Icarus, devient le Delphic en 1925 afin de remplacer le Bardic. Tous ces navires servent notamment sur la ligne de l'Australie. Des paquebots allemands sont également récupérés comme dommage de guerre. Il en est ainsi du Mobile, que la compagnie n'exploite que très brièvement en 1920 sur la ligne de Liverpool. Il en va de même pour le Berlin, qui devient l'Arabic et sert la compagnie jusqu'au milieu des années 1920.
Les plus grandes compensations sont cependant l'acquisition des Columbus et Bismarck allemands, paquebots en construction qui deviennent l'Homeric et le Majestic. Mis en service en 1922, ils assurent avec l'Olympic la ligne transatlantique. Ils souffrent cependant d'un net déséquilibre, l'Homeric étant nettement plus petit et lent que ses compagnons de route, dont l'un est le plus gros paquebot du monde jusqu'en 1935. Des prêts de navires se poursuivent entre les compagnies de l'IMM Co. : la White Star exploite ainsi de 1921 à 1922 le Haverford de l'American Line, le Pittsburgh de la même compagnie, de 1921 à 1925, le Poland de la Red Star Line en 1922, et le Regina de la Dominion Line, de 1925 à 1929. Ce dernier sert sur la ligne du Canada aux côtés du Doric, mis en service en 1923 et qui sert la compagnie jusqu'en 1935.
À la suite du rachat de la White Star par la Royal Mail Steam Packet Company en 1926, la compagnie hérite, l'année suivante, de deux paquebots de celle-ci, l'Ohio et l'Orca, qui deviennent l'Albertic et le Calgaric, qui servent sur la ligne du Canada, mais sont rapidement un surplus pour la compagnie. Si ajoute en 1927 le Laurentic, qui sert sur la même ligne mais souffre des mêmes soucis et est retiré du service au milieu des années 1930, et est torpillé en 1940. À ces navires s'ajoute un projet de grand paquebot transatlantique, l'Oceanic, qui doit dépasser les 300 mètres et les 30 nœuds. Mis en construction en 1928, il est rapidement abandonné, la situation financière de la compagnie s'aggravant.
| Nom        | Type     | Dimensions                   | Carrière |
| ---------- | -------- | ---------------------------- | --- |
| Gallic     | Cargo    | 141,7 m x 17,7 m, 7 914 tjb  | Originellement War Argus, mis en service en 1918. Acquis en 1919 ou 1920 et vendu en 1933 Renommé Clan Colquhoun II, Ioannis Livanos, Jenny, Imam Bondjol et Djatinegra. Démoli en 1955. |
| Mobile     | Paquebot | 179,2 m x 19,8 m, 16 960 tjb | Originellement Cleveland (1909), acquis en 1920. Revendu aussitôt et renommé King Alexander puis Cleveland. Démoli en 1931.                                                              |
| Arabic     | Paquebot | 186,7 m x 21,3 m, 16 786 tjb | Anciennement Berlin (1909), acquis en 1920 et remis en service en 1921. Cédé à la Red Star Line en 1926, démoli en 1931.                                                                 |
| Haverford  | Paquebot | 167,6 m x 18 m, 11 635 tjb   | Mis en service en 1901 pour l'American Line. Cédé ponctuellement de 1921 à sa démolition en 1925.                                                                                        |
| Homeric    | Paquebot | 236 m x 25,1 m, 35 000 tjb   | Mis en service en 1922, retiré en 1935 et démoli en 1938. |
| Poland     | Paquebot | 144,9 m x 15,9 m, 8 282 tjb  | Anciennement Victoria, puis Manitou, mis en service en 1898. Prêté à la White Star pour trois traversées en 1922. Démoli en 1925.                                                        |
| Majestic   | Paquebot | 291,3 m x 30,5 m, 56 551 tjb | Mis en service en 1922, vendu en 1936, renommé Caledonia et incendié en 1939. |
| Pittsburgh | Paquebot | 183,2 m x 20,7 m, 16 322 tjb | Mis en service en 1922 et vendu en 1925. Renommé Pennland et bombardé en 1941. |
| Doric      | Paquebot | 183,1 m x 20,6 m, 16 484 tjb | Mis en service en 1923, démoli en 1935. |
| Delphic    | Cargo    | 141,7 m x 17,7 m, 8 006 tjb  | Mis en service en 1918 comme War Icarus et renommé Mesaba. Acquis en 1925 et vendu en 1933. Renommé Clan Farquhar II et démoli en 1948.                                                  |
| Regina     | Paquebot | 175,1 m x 20,6 m, 16 313 tjb | Mis en service en 1919 et acquis par la White Star en 1925. Vendu en 1929 et renommé Westernland. Démoli en 1947.                                                                        |
| Albertic   | Paquebot | 180,1 m x 21,8 m, 18 939 tjb | Anciennement Ohio (1923), acquis en 1927. Démoli en 1934. |
| Calgaric   | Paquebot | 167,7 m x 20,5 m, 16 063 tjb | Anciennement Orca (1923), acquis en 1927 et vendu en 1934. Démoli en 1936. |
| Laurentic  | Paquebot | 182,9 m x 23 m, 12 724 tjb   | En service de 1927 à 1935. Torpillé en 1940. |
| Oceanic    | Paquebot | 310 m x 36 m, 60 000 tjb     | Paquebot mis en construction en 1928 et arrêté en 1929. |

### Derniers navires (années 1930)

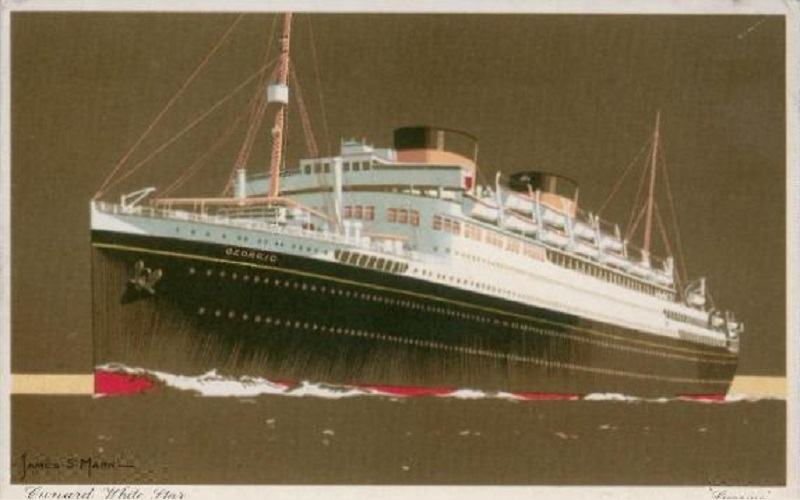
Le Georgic, dernier paquebot de la White Star Line.

À la suite de la Grande Dépression, la White Star Line se retrouve dans une situation très difficile, et ne peut continuer à construire de grands navires. Elle met en revanche en service en 1930 un paquebot de plus petite taille, le Britannic, qui assure la liaison transatlantique à vitesse et prix réduits pour une très grande rentabilité. Cette rentabilité entraîne la mise en service, dès 1932, d'un jumeau, le Georgic. Ils restent en service après la fusion de la White Star avec la Cunard Line en 1934, et survivent à la Seconde Guerre mondiale, bien que le Georgic ait été sévèrement bombardé et coulé puis renfloué. Les deux navires sont également les derniers à arborer les couleurs de la compagnie, jusqu'à la fin des années 1950.
| Nom       | Type     | Dimensions                 | Carrière                                |
| --------- | -------- | -------------------------- | --------------------------------------- |
| Britannic | Paquebot | 217 m x 25 m, 26 943 tjb   | Mis en service en 1930, démoli en 1960. |
| Georgic   | Paquebot | 216,7 x 25,1 m, 27 759 tjb | Mis en service en 1932, démoli en 1956. |